# Dysprosium(III)-nitrat
Dysprosium(III)-nitrat ist eine anorganische chemische Verbindung des Dysprosiums aus der Gruppe der Nitrate.

## Gewinnung und Darstellung
Dysprosium(III)-nitrat kann durch Reaktion von Dysprosium mit Salpetersäure gewonnen werden.
{\displaystyle {\ce {Dy + 6 HNO3 -> Dy(NO3)3 + 3 NO2 + 3 H2O}}}
Das Hexahydrat kann auch durch Reaktion von Dysprosium(III)-oxid mit Salpetersäure dargestellt werden. Durch Erwärmung des Hexahydrates in Gegenwart von Salpetersäure erhält man das Pentahydrat.

## Eigenschaften

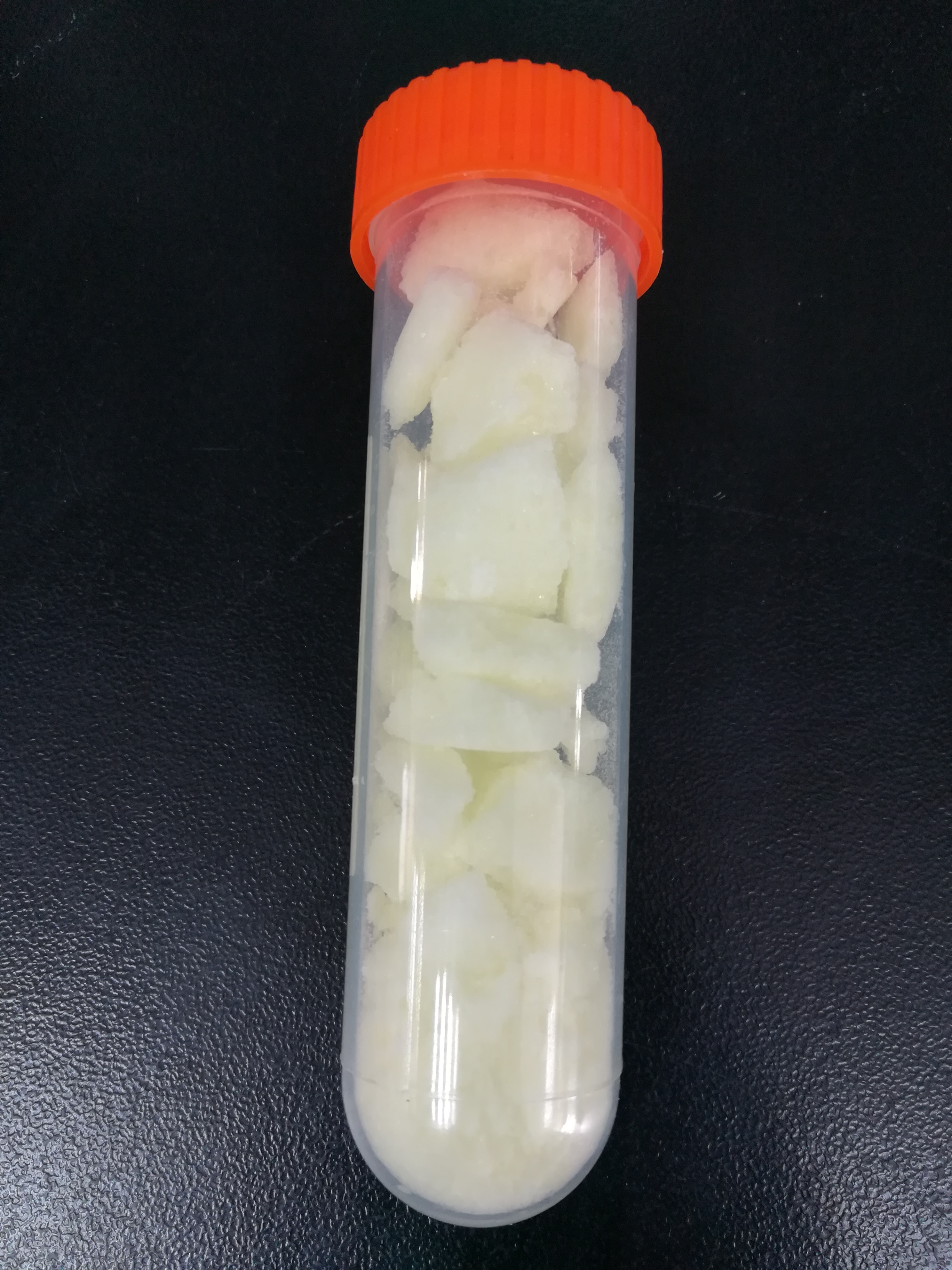
Dysprosium(III)-nitrat

Dysprosium(III)-nitrat ist ein gelblicher Feststoff, der löslich in Wasser und Ethanol ist. Das häufig vorliegende Pentahydrat ist ein gelblicher Feststoff, der sehr gut löslich in Wasser ist. Das Hexahydrat und das Pentahydrat besitzen eine trikline Kristallstruktur mit der Raumgruppe P1 (Raumgruppen-Nr. 2). Das Hexahydrat wandelt sich bei Temperaturerhöhung in das Anhydrat um, welches selbst bis etwa 260–280 °C stabil ist. Darüber setzt es sich in das Oxynitrat und ab etwa 420–440 °C in Dysprosium(III)-oxid um.
{\displaystyle {\ce {Dy(NO)3*6H2O -> Dy(NO3)3 -> DyONO3 -> Dy2O3}}}

## Verwendung
Dysprosium(III)-nitrat-pentahydrat kann zur Herstellung von Dysprosiumverbindungen auf Carboxylatbasis durch Reaktion mit Buttersäure und Triethylamin unter Verwendung von Methanol als Lösungsmittel verwendet werden. Es kann auch zur Herstellung von Dysprosium(III)-oxid oder Dysprosium(III)-selenid verwendet werden.